# Фаберже, Татьяна Фёдоровна
Татья́на Фёдоровна Фаберже́ (7 марта 1930, Версуа, Швейцария — 13 февраля 2020, Версонне, Франция) — историограф фирмы «Фаберже», правнучка придворного ювелира Карла Фаберже.

## Биография
Родилась в коммуне Версуа в Женеве, в доме, который купила её бабушка Лидия Александровна Трейберг — первая супруга Агафона Карловича Фаберже. C её рождением потомки французских гугенотов объединились с русским дворянством. Отец Фёдор Агафонович (1904—1971) — единственный из внуков великого ювелира, который продолжил ювелирное дело. Её мать Татьяна Борисовна (1901—1983) — из древнего рода Шереметевых. Предок Фёдор Шереметев был родным братом первого русского графа Бориса Петровича Шереметева, сподвижника Петра I.
Закончила 12-летнюю школу в Женеве. Свободно владела пятью языками. «У неё есть талант, она должна учиться», — говорил Евгений Карлович Фаберже. Стремилась получить художественное образование, для чего поехала в Париж, где прожила два года, но материальные трудности не позволили ей осуществить эту мечту. В Париже одно время Татьяна Фёдоровна работала в антикварном магазине A La Vieille Russie у антиквара и продавца изделий Фаберже Леона Гринберга, а затем в магазине сыновей киевского ювелира Иосифа Маршака. В 1951—1953 работала секретарем-переводчиком в разных организациях, затем в 1954—1956 гг. в обществе Красного Креста и Красного Полумесяца в Бейруте. По воспоминаниям самой Татьяны, она была приглашена на работу в Европейский Центр ядерных исследований в Женеве первым директором ЦЕРНа Эдоардо Амальди. Впоследствии она с марта 1957 г. до 1995 г. проработала руководителем секретариата департамента теоретической физики. Была знакома со многими работающими в ЦЕРНе советскими физиками.
Параллельно Татьяна Фаберже активно помогала своему отцу в разработке дизайна ювелирных изделий в 1956—1971 гг. Вместе они исполнили более 600 изделий. Уже в 1990-е гг. посещала Женевскую школу декоративно-прикладного искусства, где в своё время учился брат её деда Александр Фаберже.
Всю свою долгую насыщенную жизнь Татьяна Фёдоровна посвятила возрождению интереса к фирме «Фаберже». Именно она стала хранителем семейного архива семьи Фаберже и делопроизводственной документации фирмы «Фаберже», которую удалось вывезти из России. При её деятельном участии положено начало научного осмысления наследия знаменитой фирмы. Стройная закономерность усматривается в том, что именно ей, потомку Карла Фаберже, судьба уготовила стать Хранителем традиций, сохраняющим неразрывную связь с ушедшей династией Романовых.
Являлась почётным председателем Международного Фонда Карла Фаберже, учредителем которого она стала в 1996 г., кавалер командорского знака Ордена Карла Фаберже. Много раз посещала Россию, в 1996 г. принимала участие в закладке и открытии памятника своему прадеду Карлу Фаберже в Санкт-Петербурге.
Скоропостижно скончалась в своем доме в Версонне за 3 недели до своего 90-летия. Похоронена на местном муниципальном кладбище. Согласно распоряжению её душеприказчицы Елены Розановой-Савори архив Фаберже был передан в Музеи Московского Кремля в сентябре 2020 года. Документы и мемориальные предметы, охватывающие период более 100 лет, проливают свет на историю рода после 1917 года.